# Butte des Morts
Butte des Morts est une census-designated place située dans le comté de Winnebago dans l'État du Wisconsin.

## Histoire
L'appellation « Butte des Morts » date de l'époque de la Nouvelle-France, lorsque les premiers explorateurs, et coureurs des bois canadiens-français découvrirent un tumulus édifié par les Amérindiens et connu sous le nom de Mound Builders. Ils nommèrent également le lac voisin Lac Butte des Morts.
À l'époque de la Nouvelle-France, les troupes françaises, par deux fois, sous le commandement de Louis de La Porte de Louvigné en 1716 puis de nouveau en 1730 par Paul Marin de la Malgue, attaquèrent le camp des Amérindiens de la Nation des Renards situé au sommet de ce grand tumulus. 